# A Film Johnnie
A Film Johnnie és un curtmetratge mut de la Keystone dirigit per George Nichols i protagonitzat per Charles Chaplin, Mabel Normand i Roscoe Arbuckle. El nom de la pel·lícula prové de l'expressió “stage door johnnies” amb la qual es designava a les persones que rondaven prop dels escenaris esperant poder veure els seus actors favorits o aconseguir treballar en les funcions. Es va estrenar el 2 de març de 1914.

## Argument
Charlie va al cinema i s'enamora d'una de les actrius que surt a la pantalla d'un nickleodeon i acaba sent expulsat. S'acosta als Keystone Studios per trobar-la. Interromp el rodatge d'una escena ja que en no ser conscient que es tracta d'una funció intenta ajudar l'heroïna de la pel·lícula. Es produeix un incendi que és aprofitat pel director per donar dramatisme a la pel·lícula. Charlot acaba completament moll per les mànegues d'incendi i rebutjat per l'actriu.

## Repartiment
- Charles Chaplin (Film Johnnie)
- Roscoe Arbuckle (ell mateix)
- Virginia Kirtley[1] o Peggy Pearce[2] (Keystone Girl)
- Mabel Normand (ella mateixa)
- Ford Sterling (ell mateix)
- Edgar Kennedy (director)
- Mack Sennett (ell mateix)
- Hank Man (tramoista)
- Minta Durfee (assistent al nickleodeon)
- Peggy Pearce (Keystone Girl)
- Billy Gilbert (acomodador)